# Султаново
Султаново — деревня в Кунашакском районе Челябинской области России. Входит в состав Муслюмовского сельского поселения.

## География
Расположена в восточной части района, на берегу озера Сагишты. Расстояние до районного центра, Кунашака, 23 км.

### Улицы
- Улица Куйбышева
- Улица Ленина
- Лесная улица
- Нагорная улица
- Озёрная улица
- Школьная улица

## История
Дата основания деревни неизвестна, впервые она указана в «Атласе Шадринского уезда» начале 19 века. 
В 1930 организован колхоз «Чулпан».

## Население
| 2002 | 2010 |
| ---- | ---- |
| 370  | ↘265 |

(в 1959 — 417, в 1995 — 329)

## Инфраструктура
В деревне имеется мечеть, сельский дом культуры, школа.
В 2018 году выходец из Султанова, бизнесмен Камиль Хайруллин, организовал в родной деревне сырное производство, чтобы спасти её от вымирания.
В 2021 году мобильный оператор Tele2, установил базовую станцию 4G. 
В 2023 году деревня попала под план газификации. В 2024 году, началась прокладка газопровода.

## Транспорт
Деревня доступна автотранспортом.
Просёлочная дорога. 